# 25036 Elizabethof
25036 Elizabethof è un asteroide della fascia principale. Scoperto nel 1998, presenta un'orbita caratterizzata da un semiasse maggiore pari a 2,4769065 UA e da un'eccentricità di 0,0831208, inclinata di 4,16965° rispetto all'eclittica.